# Hydraecia burkhana
Hydraecia burkhana là một loài bướm đêm trong họ Noctuidae.